# 中国突眼蝇
中国突眼蝇（学名：Diopsis chinica），突眼蝇科突眼蝇属的一种，分布于中国云南省南部地区，模式产地为景洪市勐养镇三岔河。
本种于2023年被收录入中国《有重要生态、科学、社会价值的陆生野生动物名录》。